# كييل هولمزتروم
كييل هولمزتروم هو متزلج جماعي سويدي، ولد في 8 يوليو 1916 في سكيلفتيا في السويد، وتوفي في 14 مارس 1999 في ستوكهولم في السويد.

## وصلات خارجية
- كييل هولمزتروم على موقع أوليمبيديا (الإنجليزية)
- كييل هولمزتروم على موقع اللجنة الأولمبية السويدية (السويدية)